# For Forest

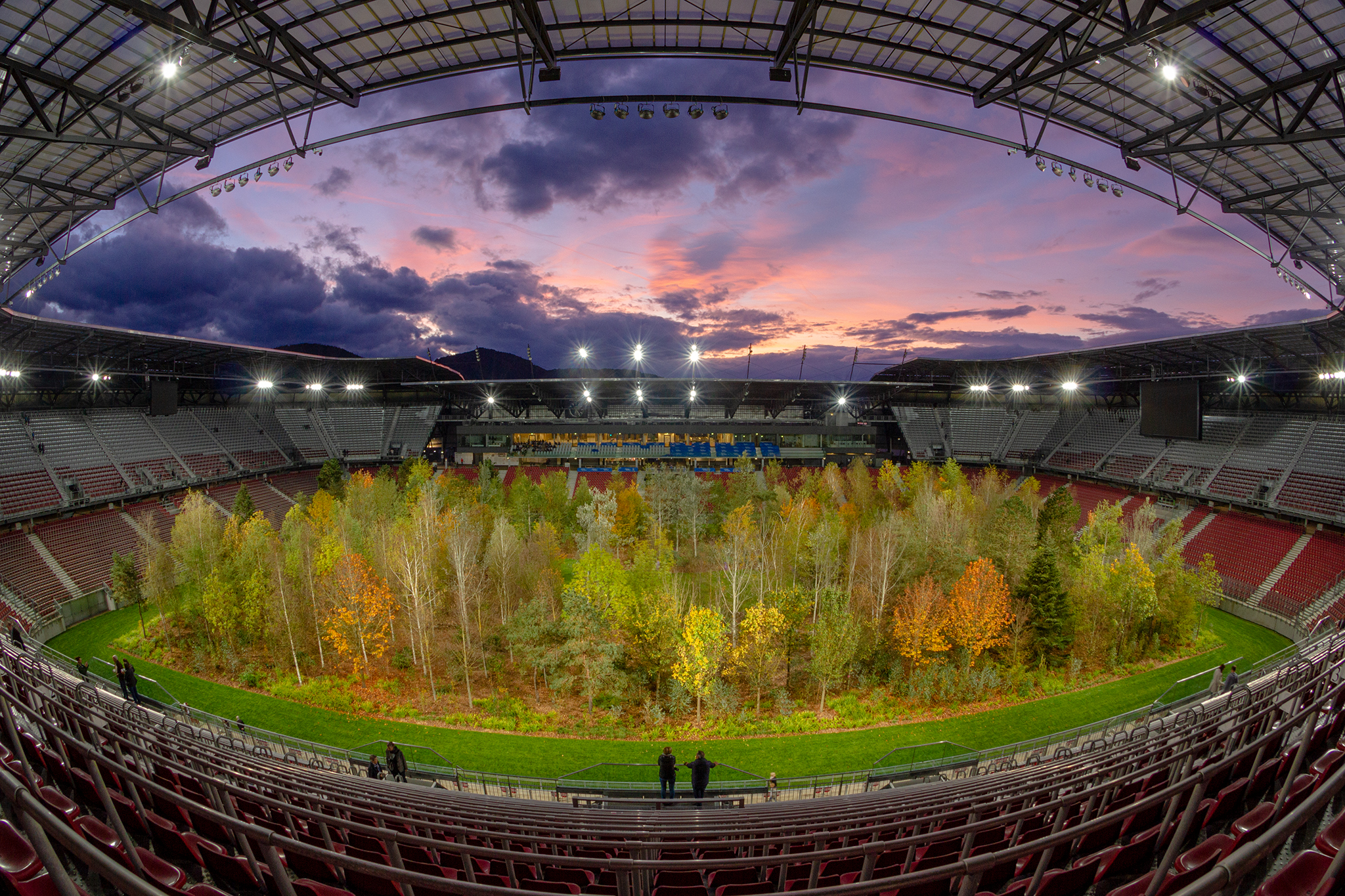
„For Forest“, der Wald im Stadion

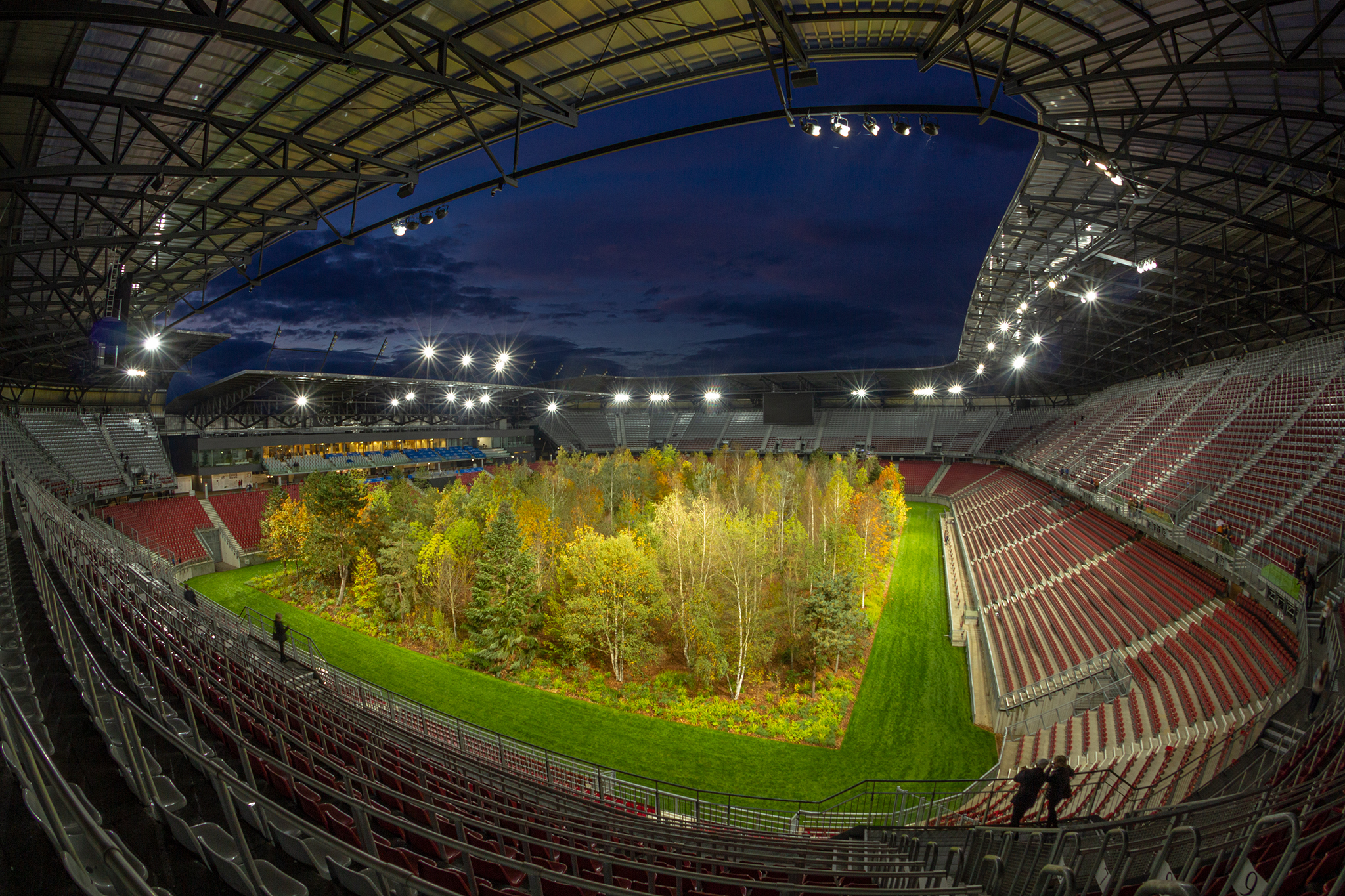
Kunstprojekt „For Forest“ im Wörthersee Stadion

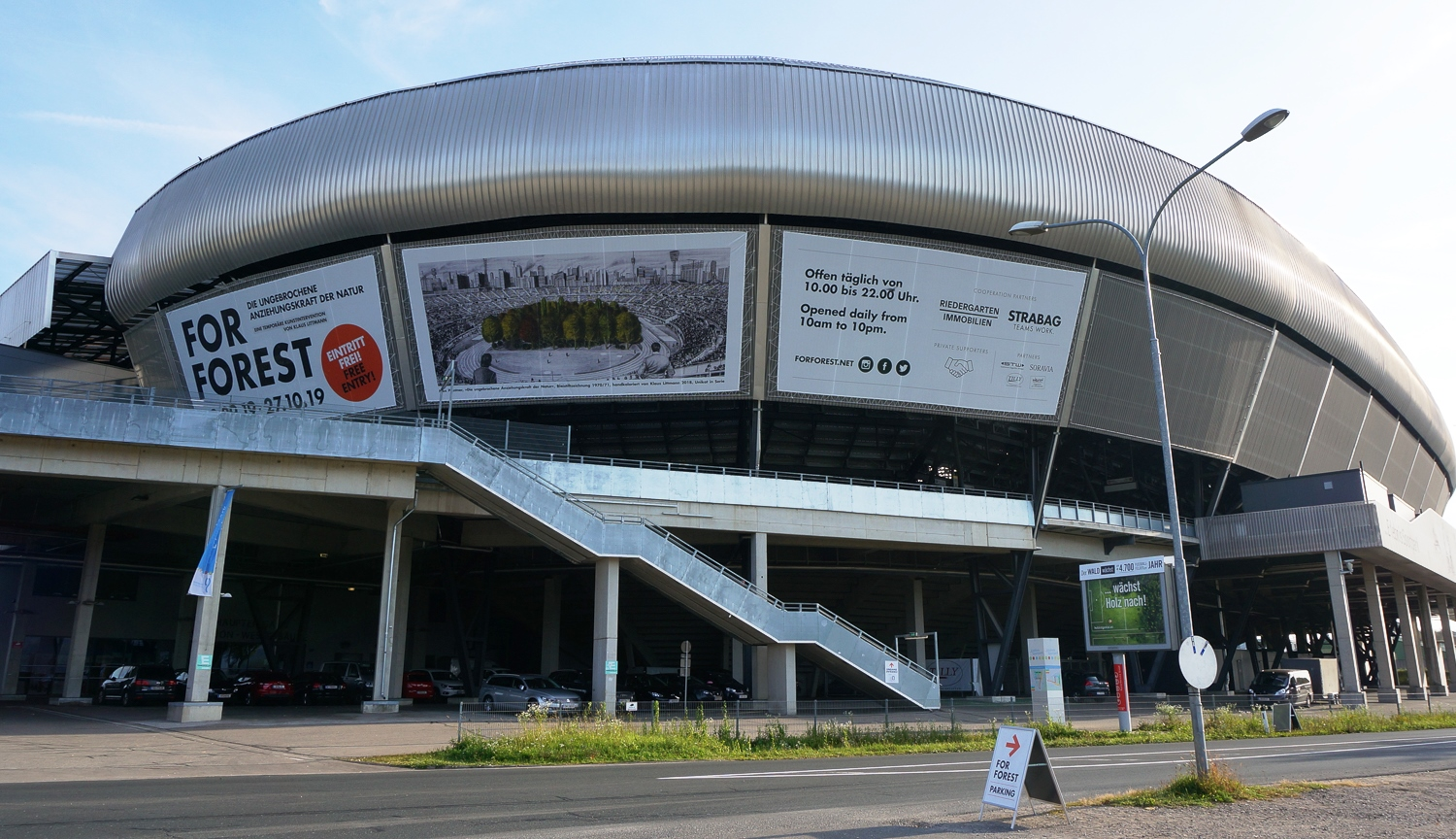
„For Forest“ im Wörtherseestadion Klagenfurt

For Forest war eine temporäre Kunstintervention des Installationskünstlers Klaus Littmann, das am 8. September 2019 in Klagenfurt für die Öffentlichkeit geöffnet wurde. 299 rund 14 Meter hohe Bäume wurden im Wörthersee Stadion im Sommer auf das Spielfeld gestellt, die man bis zum 27. Oktober 2019 bei freiem Eintritt ansehen konnte. Auch international wurde dieses Projekt beachtet. Inspiriert wurde diese Installation von der Zeichnung Die ungebrochene Anziehungskraft der Natur von Max Peintner aus dem Jahr 1970/71. Am 1. Oktober 2019 wurde der einhunderttausendste Besucher begrüßt, insgesamt haben knapp zweihunderttausend Menschen die Kunstinstallation besucht.

## Ziel des Kunstprojekts
Das Projekt ist inspiriert von Max Peintners Bleistiftzeichnung „Die Ungebrochene Anziehungskraft der Natur“, die 1970/71 gezeichnet worden ist.
Mit der monumentalen Installation möchte laut Eigenaussage des Projekts Littmann die menschliche Wahrnehmung der Natur herausfordern und den Blick auf die Zukunft der Mensch-Natur-Beziehung schärfen. Das Projekt versteht sich auch als Mahnmal dafür, dass die Selbstverständlichkeit der Natur eines Tages nur noch in ihr speziell zugewiesenen Gefäßen zu bestaunen sein könnte, wie das bereits heute etwa mit Tieren im Zoo der Fall ist.

## Planung und Vorbereitung

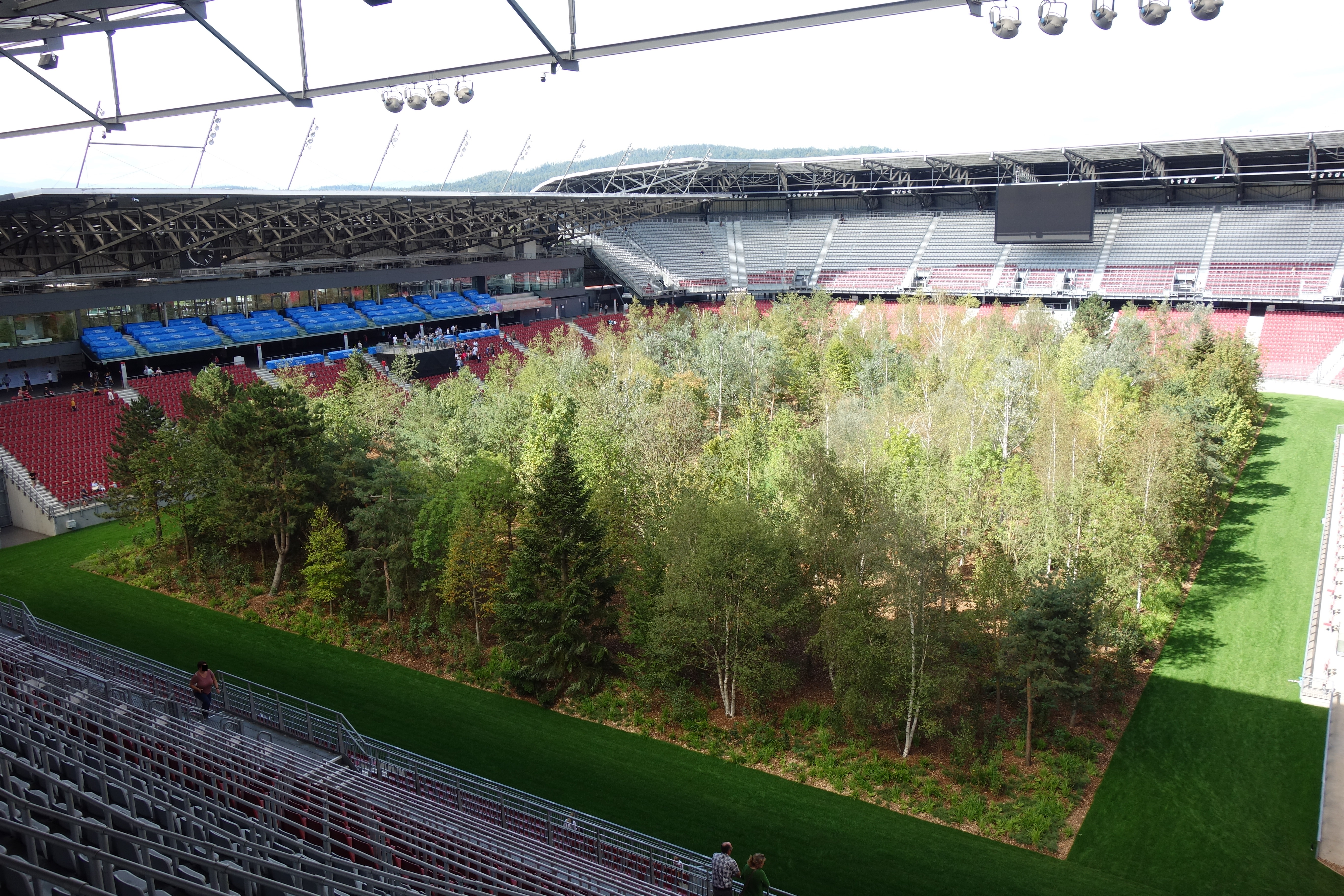
Bäume im Stadion, Ansicht von oben

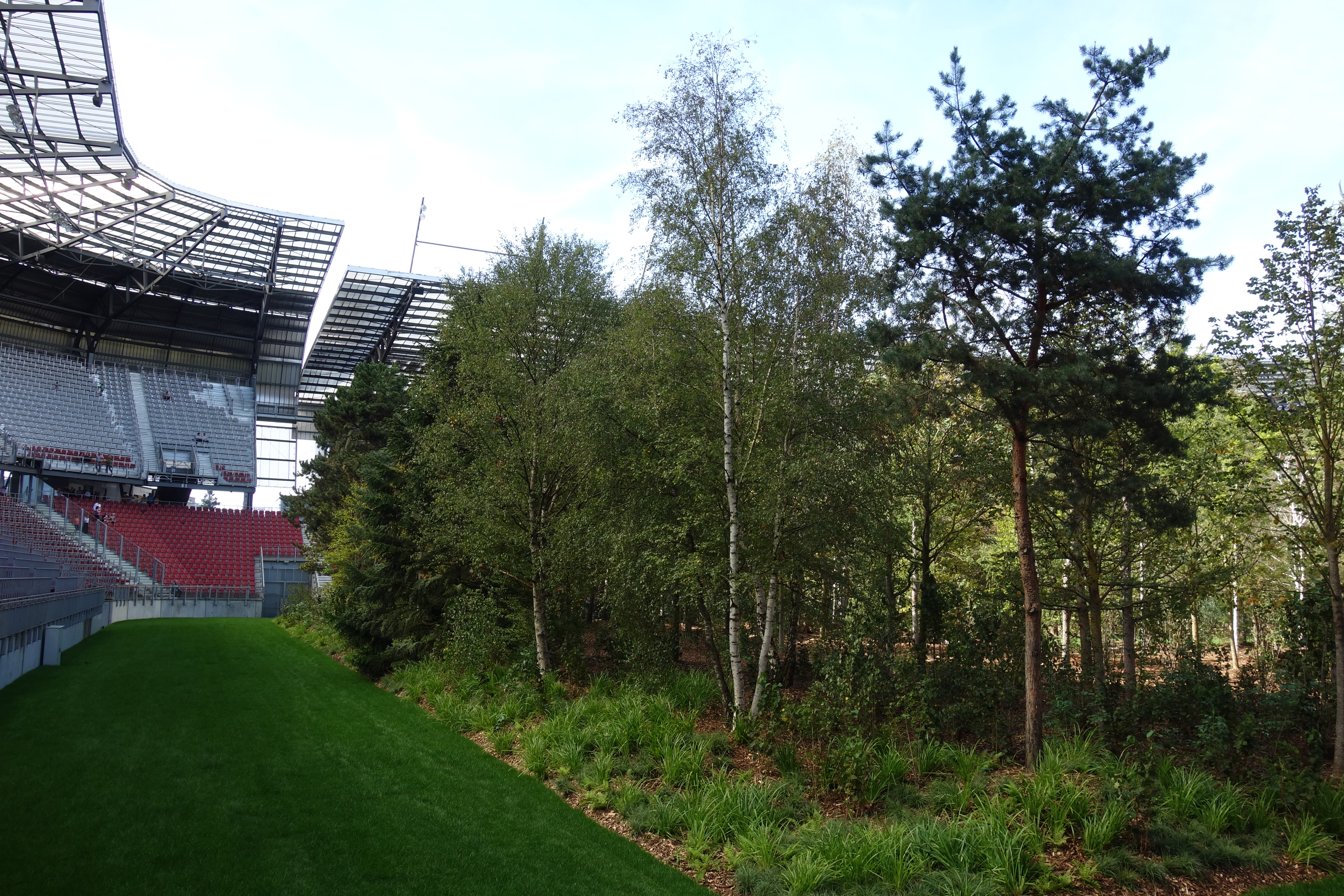
Bäume im Stadion, Ansicht von unten

Die Planungen für die Umsetzung des Projektes For Forest, mit denen der Schweizer Landschaftsarchitekt Enzo Enea beauftragt wurde, begannen schon im Jahr 2017, als der Vertrag zwischen Littmann und der Sportpark-Gesellschaft abgeschlossen wurde. Die Bäume wurden schon im Frühjahr aus Oberitalien, (Bologna), Deutschland und Belgien nach Klagenfurt gebracht und in unmittelbarer Nähe des Stadions, am Gelände des Lakeside Parks Klagenfurt zwischengelagert, bevor sie endgültig im Stadion aufgestellt wurden.

## Kritik
Da diese Kunstinstallation auch als Mahnmal für den Klimawandel verstanden werden soll, äußerten Politiker der FPÖ Kritik wegen der Transportwege der Bäume und weil das Stadion für den Kärntner Bundesligisten WAC blockiert wurde, der im Herbst in der Europa League spielte. Die Bäume sollten ursprünglich aus österreichischen Baumschulen stammen, waren jedoch dort nicht zu bekommen und wurden letztendlich aus Italien (Bologna), Belgien und Deutschland geliefert.
Noch vor dem Ende der Veranstaltung wurde ein Werbewert von 13 Millionen Euro errechnet. Die Installation wurde in 3.600 Artikeln in der Zeit von 1. September bis 7. Oktober in Medien ebenso wie auf Sozialplattformen weltweit erwähnt. So habe unter anderem auch Leonardo DiCaprio das Kunstprojekt erwähnt.

## Begleitende Veranstaltungen
Mehr als 40 Veranstalter mit knapp 150 Veranstaltungen waren Teil des Rahmenprogramms. Neben einigen anderen Veranstaltungen wurde das Projekt durch eine Ausstellung zum Thema Wald im Museum Moderner Kunst Kärnten (kurz MMKK) begleitet. Die Stadtgalerie startet eine korrespondierende Ausstellung mit dem Namen Touch Wood.
Das Kinoprogramm im Rahmen von For Forest in der Cinecity und im Wulfenia Kino in Klagenfurt mit dem Themenschwerpunkt „Umwelt und Natur“ wurde in der Zeit vom 9. September bis 27. Oktober 2019 angepasst: Spielfilme wie Das Geheimnis der Bäume vom Oscar-Preisträger Luc Jacquet oder Fitzcarraldo, ein Film von Werner Herzog sowie der Film Der Plastic Planet von Werner Boote werden gezeigt. Ebenso Das grüne Wunder – unser Wald und ein weiteres Werk von Jan Haft, Die Wiese – ein Paradies nebenan. Der Film Unser Saatgut – wir ernten, was wir säen ist ein Film von Taggar Siegel und Jon Betz. Der Schriftsteller Peter Handke ist für eine Dokumentation zum Thema Bin im Wald; kann sein, dass ich mich verspäte vor die Kamera getreten. Es ist eine Dokumentation über die Wahrnehmung der Wirklichkeit und ihre Verwandlung in Kunst; über die Kunst des Erfindens – und nicht zuletzt über die großen, unverzichtbaren Fragen: „Was ist jetzt“, „Wie soll man leben“.
Der Kunstverein Klagenfurt war auch Part of For Forest mit der Ausstellung Kambium – Kunst muss wachsen und bietet ein Kunstvermittlungsprogramm für Kinder, Jugendliche und Erwachsene an.

## Baumarten
Im Stadion wurden die folgenden 16 Baumarten gepflanzt:
Weiß-Tanne, Feld-Ahorn, Spitz-Ahorn, Berg-Ahorn, Herzblättrige Erle, Hänge-Birke, Hainbuche, Rotbuche, Gewöhnliche Esche, Europäische Lärche, Schwarz-Föhre, Rotföhre, Zitterpappel, Stiel-Eiche, Silber-Weide und Silber-Linde.

## Nachwirkungen
Im Anschluss an die Veranstaltung kam es zu zahlreichen Streitigkeiten zwischen den verschiedenen Partnern, die sich auch vor Gericht noch einige Jahre hinzogen. Die Bäume sollten eigentlich nach der Ausstellung in Kärnten verbleiben, kamen aber letztlich doch nach Niederösterreich: Zunächst überwinterten sie auf dem Gelände der Gärtnerei und Baumschule Praskac in Tulln an der Donau, danach sollen sie das Zentrum eines noch zu errichtenden „FOR FOREST Campus“ im Tullnerfeld (Judenau-Baumgarten, Langenrohr oder Michelhausen) werden.